# Empoasca bipunctulata
Empoasca bipunctulata är en insektsart som beskrevs av Metcalf 1946. Empoasca bipunctulata ingår i släktet Empoasca och familjen dvärgstritar. Inga underarter finns listade i Catalogue of Life.